# 栄波
栄波（えいは、生没年不詳）とは、江戸時代の浮世絵師。

## 来歴
鳥文斎栄之の門人、俗名不明。作画期は寛政の頃で、寛政7年（1795年）刊行の狂歌本『歳旦狂歌江戸紫』に師の栄之、同門の栄綾、栄烏、栄山らとともに挿絵を描いている。